# 樹德路 (橋頭區)
樹德路（Shude Rd.）為高雄市橋頭區的南北向道路，起端為橋頭區成功北路，末端銜接隆豐路，是橋頭市區的重要道路之一。

## 行經行政區域
- 橋頭區

## 沿線設施
（由北至南）
- 85度C橋頭成功店
- 全家便利商店橋頭建樹店
- 高雄市橋頭區橋頭國小
- 全家便利商店合興店
- 橋頭夜市
- 7-ELEVEN仕隆門市

## 公共自行車
- 高雄市公共自行車租賃系統：
  - 橋頭國小：樹德路/中正路(西南側)

## 相關連結
- 高雄市主要道路列表